# Fryderyk Gerbowski
Fryderyk Gerbowski, né le 17 janvier 2003 à Varsovie en Pologne, est un footballeur polonais qui évolue au poste de milieu central au Stal Mielec.

## Biographie

### Carrière en club
Né à Varsovie en Pologne, Fryderyk Gerbowski est formé par l'Escola Varsovia et signe en faveur du Wisła Płock le 26 juin 2020. Il fait ses débuts en professionnel avec ce club, lors d'une rencontre de championnat face au Śląsk Wrocław le 26 septembre 2021. Il entre en jeu à la place de Łukasz Sekulski (en) et son équipe s'incline par trois buts à un. Le 30 novembre 2021, Gerbowski prolonge son contrat avec le Wisła Płock jusqu'en juin 2024.
Le 3 août 2022, Fryderyk Gerbowski est prêté pour une saison au Stal Mielec,. Il joue son premier match pour le Stal Mielec le 5 août 2022, lors d'une rencontre de championnat face au KS Cracovie. Il est titularisé et son équipe l'emporte par deux buts à zéro.
Lors de l'été 2024, Fryderyk Gerbowski fait son retour au Stal Mielec mais cette fois de façon définitive. Il signe un contrat courant jusqu'en juin 2025 avec une année supplémentaire en option.

### En sélection
Fryderyk Gerbowski commence sa carrière internationale avec l'équipe de Pologne des moins de 15 ans. Il joue au total quatre matchs entre 2017 et 2018.
Il représente l'équipe de Pologne des moins de 17 ans entre 2019 et 2020, pour un total d'un but en quatre matchs.
Avec l'équipe de Pologne des moins de 20 ans, Gerbowski joue deux matchs en 2022, contre la Tchéquie et l'Italie.
Le 27 septembre 2022, Fryderyk Gerbowski joue son premier match avec l'équipe de Pologne espoirs face à la Lettonie. Il est titularisé et les deux équipes se neutralisent (1-1 score final).